# Samantha Womack
 (mai 2017).
Pour les articles homonymes, voir Womack.
Samantha Zoe Womack, née Janus le 2 novembre 1972, est une actrice, chanteuse, mannequin et réalisatrice de cinéma, de télévision et de scène britannique.

## Prix et nominations
| Année | Résultat                     | Prix                                          | Catégorie  | Film ou séries  | Rôle |
| ----- | ---------------------------- | --------------------------------------------- | ---------- | --------------- | ---- |
| 2008  | Soaper Star Awards           | Best Newcomer                                 | EastEnders | Ronnie Mitchell |      |
| 2008  | All About Soap Bubble Awards | Fatal Attraction (avec Scott Maslen)          | EastEnders | Ronnie Mitchell |      |
| 2008  | British Soap Awards          | Meilleur partenaire (avec Rita Simons)        | EastEnders | Ronnie Mitchell |      |
| 2008  | British Soap Awards          | Sexiest Female                                | EastEnders | Ronnie Mitchell |      |
| 2008  | Digital Spy Soap Awards      | Best On-Screen Partnership (avec Rita Simons) | EastEnders | Ronnie Mitchell |      |
| 2009  | British Soap Awards          | Best Actress                                  | EastEnders | Ronnie Mitchell |      |
| 2009  | TV Quick and Choice Awards   | Best Soap Actress                             | EastEnders | Ronnie Mitchell |      |
| 2010  | All About Soap Bubble Awards | I'm A Survivor                                | EastEnders | Ronnie Mitchell |      |
| 2010  | British Soap Awards          | Sexiest Female                                | EastEnders | Ronnie Mitchell |      |
| 2010  | Inside Soap Awards           | Sexiest Female                                | EastEnders | Ronnie Mitchell |      |
| 2011  | All About Soap Bubble Awards | Best Baby Drama (avec Jessie Wallace)         | EastEnders | Ronnie Mitchell |      |
| 2011  | British Soap Awards          | Sexiest Female                                | EastEnders | Ronnie Mitchell |      |
| 2012  | Shorty Awards                | Best Actress                                  | N/A        | N/A             |      |
| 2012  | Shorty Awards                | Best Fansite,                                 | N/A        | N/A             |      |

## Rôles
| Year             | Title                       | Role                   |
| ---------------- | --------------------------- | ---------------------- |
| 2017             | Kingsman : Le Cercle d'or   | Michelle               |
| 2015             | Kingsman : Services secrets | Michelle               |
| 2013–            | Mount Pleasant (en)         | Tanya Porter/Dawson    |
| 2012             | Who Do You Think You Are?   | Herself                |
| 2007–11, 2013–17 | EastEnders                  | Ronnie Mitchell        |
| 2007             | Wild at Heart               | Tessa                  |
| 2006             | Dead Man's Cards (en)       | Kris                   |
| 2006             | Where the Heart Is          | Marla                  |
| 2006             | Home Again (en)             | Ingrid                 |
| 2005             | The Afternoon Play          | Emma Priestley         |
| 2004             | The Baby Juice Express      | Trixie                 |
| 2004             | Lighthouse Hill (en)        | Jennifer               |
| 2004             | Short                       | Tall Woman             |
| 2003             | Strange                     | Jude Atkins            |
| 2003             | Undercover Sex              | Jake                   |
| 2002             | Judge John Deed             | Mel Powell             |
| 2002             | Strange                     | Jude Atkins            |
| 2000             | Cendrillon                  | Cinderella Pantomime   |
| 1998             | Babes in the Wood (en)      | Ruth Froud             |
| 1998             | Liverpool 1 (en)            | DC Isobel de Pauli     |
| 1998             | Imogen's Face               | Imogen                 |
| 1998             | Breeders (en)               | Louise                 |
| 1998             | Up 'n' Under (en)           | Hazel Scott            |
| 1998             | Pie in the Sky (en)         | Nicola                 |
| 1997             | Men Behaving Badly          | Tina                   |
| 1997             | The Grimleys (en)           | Geraldine Titley       |
| 1995–1998        | Game On                     | Mandy Wilkins          |
| 1996             | Sharman (en)                |                        |
| 1994             | Minder (en)                 | Marian                 |
| 1993             | Health and Efficiency       | Charmaine              |
| 1993             | Demob (en)                  | Hedda                  |
| 1992             | The Bill                    | Annie Carlisle         |
| 1991             | Press Gang                  | Waitress               |
| 1991             | El C.I.D. (en)              | Waitress               |
| 1991             | A Murder of Quality         | Alice Lawry            |
| 1990             | Spatz (en)                  | Toni                   |
| 1990             | Jekyll et Hyde              | Jeune fille (Margaret) |

## Discographie
- Mai 1991, A Message to Your Heart / Heaven is a Place for Heroes (Hollywood Records), UK Singles Chart no 30[16]

## À l'Eurovision
| United Kingdom | 10 | 3 | 5 | 6 | 3 | 1 | 1 | 3 | 5 | 3 | 1 | 6 | 47 |

- Samantha Janus a terminé à la 10e place sur vingt-deux artistes.
- Samantha Janus est passée en 20e position lors du concours[pas clair].